# Hipposideros galeritus
Hipposideros galeritus (Cantor, 1846) è un pipistrello della famiglia degli Ipposideridi diffuso nell'Ecozona orientale.

## Descrizione

### Dimensioni
Pipistrello di medie dimensioni, con la lunghezza della testa e del corpo tra 45 e 59,5 mm, la lunghezza dell'avambraccio tra 45 e 51,3 mm, la lunghezza della coda tra 29,5 e 37 mm, la lunghezza del piede tra 4,9 e 8 mm, la lunghezza delle orecchie tra 14,5 e 17 mm e un peso fino a 8,6 g.

### Aspetto
Le parti dorsali sono bruno-grigiastro chiaro, talvolta con dei riflessi rossastri e la base dei peli più chiara, mentre le parti ventrali sono più chiare. Le orecchie sono relativamente corte, larghe alla base e triangolari verso l'estremità. La foglia nasale presenta una porzione anteriore piccola, con due fogliette supplementari su ogni lato, un setto nasale non rigonfio ma con due alette intorno alle narici ben sviluppate, una porzione posteriore con il margine superiore semi-circolare e con tre setti che la dividono in quattro celle. La sacca frontale è ben sviluppata nei maschi e più indistinta nelle femmine. La coda è lunga e si estende leggermente oltre l'ampio uropatagio. 

### Ecolocazione
Emette ultrasuoni ad alto ciclo di lavoro sotto forma di impulsi a frequenza costante di 109–117 kHz.

## Biologia

### Comportamento
Si rifugia in piccoli gruppi all'interno di grotte.

### Alimentazione
Si nutre di insetti.

### Riproduzione
Femmine che allattavano sono state catturate a novembre sull'isola di Sanana.

## Distribuzione e habitat
Questa specie è diffusa nel Subcontinente indiano, in Indocina e nelle isole di Sumatra, Bangka, Giava e Borneo. È stata osservata anche sulle isole di Sanana e Sulawesi.
Vive nelle foreste pluviali o in zone secondarie più aride fino a 1.100 metri di altitudine.

## Tassonomia
Sono state riconosciute 4 sottospecie:
- H.g.galeritus: Thailandia sud-orientale, Cambogia, Vietnam centrale e meridionale, Penisola malese, Sumatra, Bangka;
- H.g.brachyotis (Dobson, 1874): Stati indiani dell'Andhra Pradesh, Bihar, Gujarat, Karnataka, Madhya Pradesh e Maharashtra; Bangladesh, Sri Lanka;
- H.g.insolens (Lyon, 1911): Borneo;
- H.g.longicauda (Peters, 1861): Giava occidentale.

## Conservazione
La IUCN Red List, considerato il vasto areale, la popolazione presumibilmente numerosa, la presenza in diverse aree protette e la tolleranza alle modifiche ambientali, classifica H.galeritus come specie a rischio minimo (Least Concern)).